# Lanvallay
Lanvallay is een gemeente in het Franse departement Côtes-d'Armor, in de regio Bretagne. De plaats maakt deel uit van het arrondissement Dinan. Lanvallay telde op 1 januari 2022 4.235 inwoners.

## Geografie
De oppervlakte van Lanvallay bedroeg op 1 januari 2022 14,61 vierkante kilometer; de bevolkingsdichtheid was toen 289,9 inwoners per km².
De onderstaande kaart toont de ligging van Lanvallay met de belangrijkste infrastructuur en aangrenzende gemeenten.

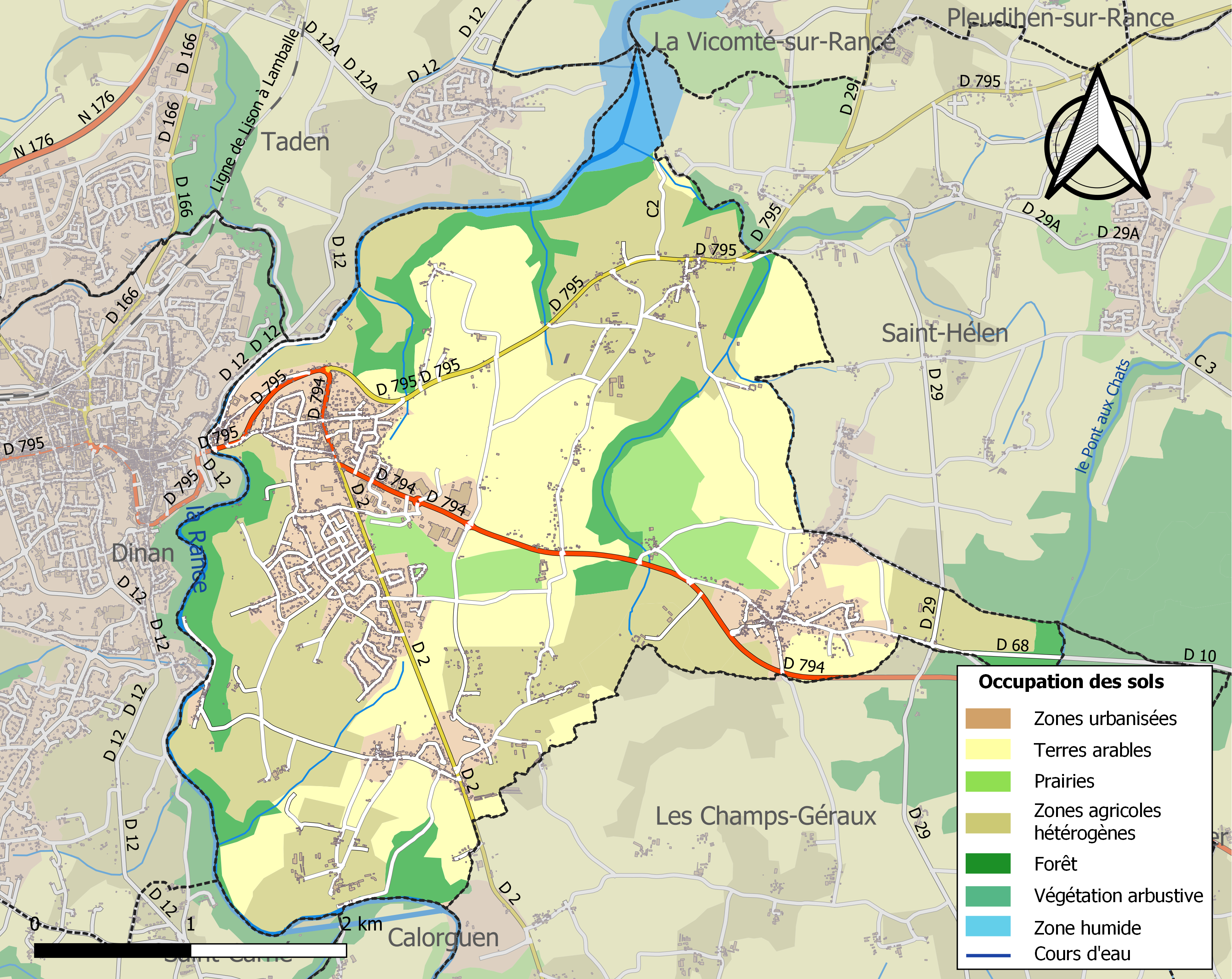

## Demografie
Onderstaande figuur toont het verloop van het inwonertal (bron: INSEE-tellingen).